# 希瑟·孟席斯
希瑟·孟席斯-尤里克（英語：Heather Menzies-Urich,  Heather Margaret Brotherston Menzies，1949年12月3日—2017年），是一名加拿大裔美国模特和演员，曾出演1965年电影《音乐之声》中的路易莎·冯·特拉普和电视连续剧《洛根的奔跑》。

## 早期生涯
1949年12月3日，希瑟·孟席斯出生于多伦多，父母在二战后由苏格兰移民到加拿大。她的父亲是一位苦苦谋生的艺术家。孟席斯14岁生日那天后，她陆续在温哥华、迈阿密、伦敦和南加利福尼亚居住，她还有一个妹妹希拉。
孟席斯毕业于好莱坞高中，之后就读于艺术大学。

## 职业生涯
1964年，孟席斯首次出现于荧幕上，出演电视连续剧《农夫的女儿》。她在《音乐之声》中扮演了路易莎，是冯·特拉普的第三个孩子，年仅14岁，此前没有任何表演经验。孟席斯在电影中演唱了《再会》（英語：So Long, Farewell）和《孤独的牧羊人》（英語：Lonely Goatherd）。
孟席斯继续出现在一系列电视剧中，比如《化名史密斯和琼斯》、《T·J·胡克》、《德拉戈内特》、《邦纳萨》、《马库斯·威尔比医生》和《鲍勃·纽瓦特秀》。她在电视连续剧《洛根的奔跑》中饰演杰西卡6号。此外，孟席斯参演了《夏威夷》，《它是多么甜蜜！》、《英雄万岁！》 、《食人鱼》与《危险物种》。
1973年，孟席斯还为《花花公子》杂志拍摄图片，标题为"温柔的特拉普"，指的是她的《音乐之声》的角色。她后来出演了四部电视电影：《凯根》、《詹姆斯·迪恩》、《尾炮手乔》和《美国队长》。

## 个人生活
1969年，孟席斯与约翰·克莱特结婚，1973年离婚。1975年，她嫁给了罗伯特·乌里奇，两人于1974年首次见面，当时他们正在拍摄一个他们"结婚"的广告。他在2002年去世后，孟席斯建立了罗伯特·乌里奇基金会，在她的最后几年里，她花了大部分时间致力于为支持癌症患者以及癌症研究募集资金。

## 去世
2017年11月，希瑟·孟席斯被诊断出患有晚期脑癌。 2017年12月24日去世。 希瑟·孟席斯有三个孩子，八个孙子和一个曾孙。

## 从影记录

### 电影
| 年份   | 标题           | 角色          | 批注                                  |               |
| ------ | -------------- | ------------- | ------------------------------------- | ------------- |
| 1965年 | 《音乐之声》   | 路易莎        | 由罗伯特・怀斯制作和导演的音乐剧电影  | [ 23 ]        |
| 1966年 | 《夏威夷》     | 梅西·布罗姆利 | 乔治·罗伊·希尔执导的史诗电影          | [ 24 ]        |
| 1968年 | 《烏龍春潮》   | 旅游女郎      | 由杰瑞·帕里斯执导的喜剧电影           | [ 25 ] [ 26 ] |
| 1969年 | 《英雄万岁！》 | 莫莉·亚当斯   |                                       | [ 27 ]        |
| 1969年 | 《電腦神童》   | 臨時演員      |                                       | [ 28 ]        |
| 1972年 | 《在外面》     | 克里斯        | 艾伦·巴伦和斯普拉德林执导的戏剧电影   | [ 29 ]        |
| 1973年 | 《Sssssss》    | 克里斯汀      |                                       | [ 30 ]        |
| 1978年 | 《食人鱼》     | 麦琪·麦克本   | 由乔·丹特执导的讽刺恐怖电影           | [ 31 ]        |
| 1982年 | 《濒危物种》   | 苏珊          | 由艾伦·鲁道夫执导并共同撰写的科幻电影 | [ 32 ]        |